# Mont Taesong
Le mont Taesong (coréen : 대성산) est une montagne en Corée du Nord d'une altitude de 270 mètres et vieille de 140 millions d'années[réf. souhaitée]. La montagne est connue pour ses nombreux vestiges du royaume de Koguryo comme le château de Taesong. Le parc d'attraction du mont Taesong a été construit sur la montagne. Un zoo (en), un jardin botanique, le cimetière des Martyrs de la Révolution, des lacs artificiels et des centrales électriques y ont été aménagés[Quand ?]. La zone autour du mont Taesong se compose principalement de terres agricoles.
La montagne est proche de la capitale de la Corée du Nord Pyongyang, située à 9,7 km au sud-ouest du mont Taesong.
La région a un climat continental avec une température moyenne annuelle de 10 °C. La température atteint une moyenne de 24 °C en juillet et −8 °C en janvier. Les précipitations sont en moyenne de 1 461 mm sur une année, de 637 mm en moyenne au mois de juillet de 15 mm en moyenne au mois de janvier.